# 尾道市百島町定期輸送車
尾道市百島町定期輸送車（おのみちしももしまちょうていきゆそうしゃ）は、広島県尾道市の百島内にて運行している自治体バスである。
一般には「百島バス（ももしまバス）」と呼ばれている。

## 概要
- 運賃は後払いで、90円と120円の2段階。小児（12歳未満）は半額で10円未満の端数は切り上げ。親同伴の6歳未満の小児は1人まで無料。71歳以上の高齢者は30円均一。
  - 11枚綴りの回数券がある。
- 日曜・祝祭日は運休。
- 運行形態は、道路運送法の規定に基づく自家用自動車（白ナンバー車）による有償運送である。
  - 運行を、島内にある百島地区社会福祉協議会に委託している。[1]

## 沿革
- 1984年度 - 運行開始。[1]

## 路線
以下1路線がある。　※全バス停記載　
- 福田港 - 中学校前 - 本村 - 診療所前 - 泊上 - 明神下 - 泊港

## 車両
- 26人乗りマイクロバス1台（三菱ふそう・ローザ）を使用している。[1]

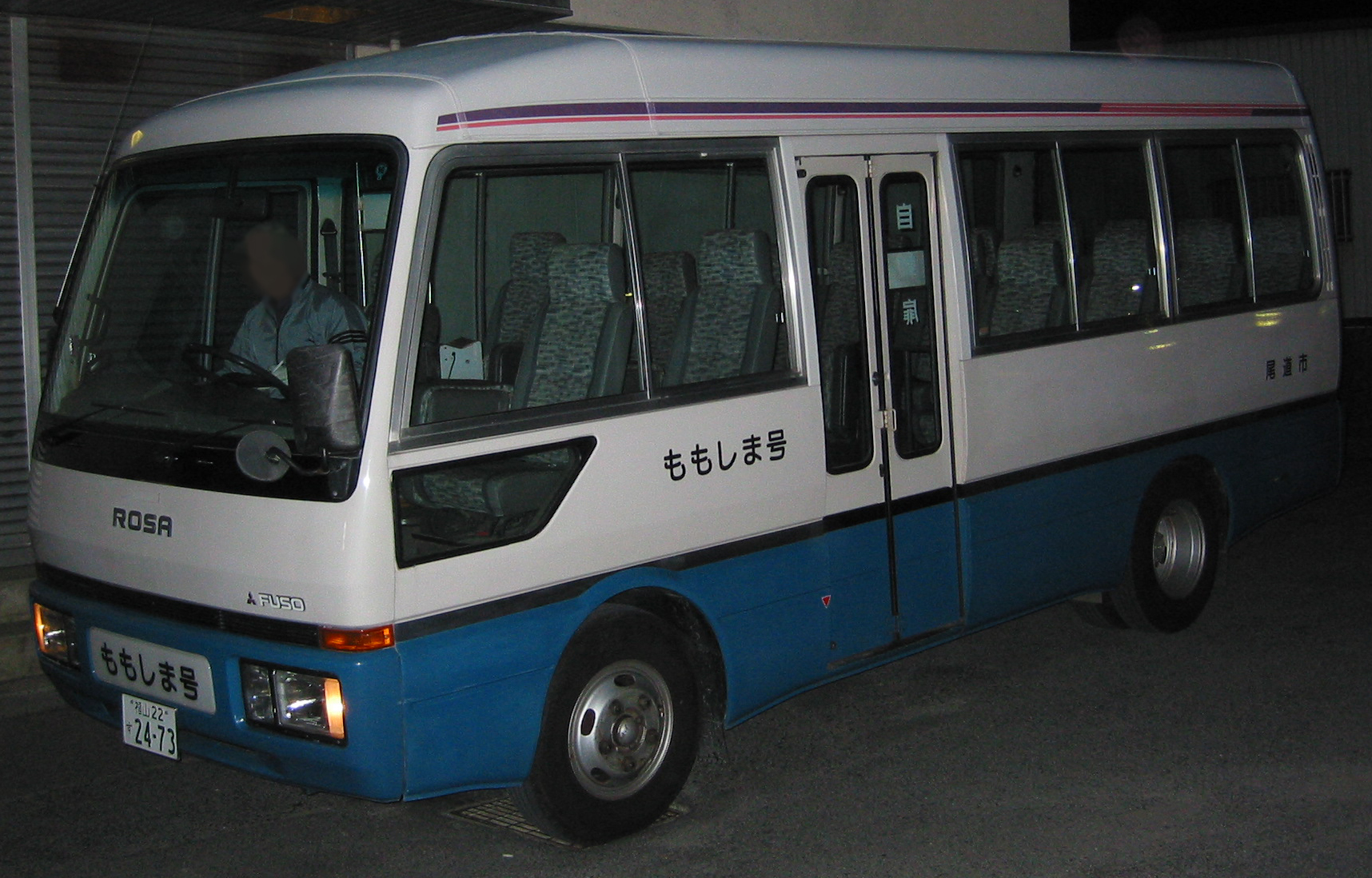
尾道市百島町定期輸送車の車両（2004年当時）